# Глубоковская, Эльмира Гусейновна
Эльмира Гусейновна Глубоковская (род. 20 апреля 1957, Буйнакск, Дагестанская АССР, СССР) —российский политический и общественный деятель, по национальности — аварка. Депутат Государственной Думы ФС РФ 5-го созыва, была избрана от Всероссийской политической партии Справедливая Россия. Заместитель председателя Комитета Государственной Думы по охране здоровья. Депутат Государственной Думы ФС РФ 6-го созыва, была избрана от Всероссийской политической партии Единая Россия. Член комитета ГД по природным ресурсам, природопользованию и экологии.

## Образование
В 1980 году окончила Лечебный факультет Дагестанского государственного медицинского института.

## Политическая деятельность
В 1996 году являлась советником Управления делами Госкомитета санэпиднадзора РФ. С 1997 года работала заместителем руководителя Секретариата заместителя Председателя Правительства РФ — руководителя Аппарата Правительства РФ — Министра РФ.

## Политическая карьера
В 1995 году была избрана президентом Российской благотворительной общественной организации женщин «Будущее — без СПИДа». В 1997—99 гг. была сопредседателем Всероссийского союза общественных объединений «Движение женщин за здоровье нации». В 1999 году стала членом правления Союза женщин России. С 2000 по 2002 г. являлась членом Ревизионной комиссии, заместителем председателя Комитета по делам женщин Общественной Палаты Союза Белоруссии и России. С 2002 г. член Генерального Совета Всемирной организации семей. Член Общественной палаты РФ, являлась членом Комиссии Общественной палаты по вопросам здравоохранения. Выдвигалась в Госдуму в 2003 от блока ПВР и РПЖ. На выборах 2016 года выдвигалась в Госдуму от партии «Единая Россия».

## Семья
Замужем, дочь — Роза Чемерис избрана депутатом Государственной Думы по федеральному списку Новые люди, сын — Михаил. Супруг — Михаил Глубоковский, депутат Государственной Думы I и II созывов.

## Награды
- Благодарность Правительства Российской Федерации (30 января 2016 года) — за заслуги в законотворческой деятельности и многолетний добросовестный труд[3]